# 잭 내셔
잭 내셔(Jack Nasher, 1979년 Korbach에서 태어남, Jack Lord Nasher-Awakemian)는 독일 베스트셀러 작가, 협상 어드바이져 그리고 뮌헨 비즈니스 학교의 교수다.

## 어린 시절 및 교육
내셔는 수술의사인 시리아-미국 아버지와 내과의사 및 작가인 독일-아프가니스탄 어머니 사이에 태어났다.
내셔는 독일, 프랑스, 그리고 미국에서 학교를 다녔다.
트리 대학교에서 철학과 심리학 석사를 받았다. 프랑크푸르트대학교에서 법학위를 받았고 옥스포드 대학교에서 관리학 석사를 받았고 그리고 홀리웰 Manor, 옥스포드의 공동 연구원이었다. 비엔나에 있는 대학교에서 철학 박사 학위를 마쳤다. 내셔는 유럽 법정, 유럽 의회, 그리고 Skadden, Arps, Slate, Meagher & Flom 법회사에서 법 공부를 마치고 미국 뉴욕으로의 독일 임무로 이어졌다.

## 경력

### 가르침
옥스포드 대학교에서 교생으로 가르치며 교육자로서의 길을 시작했고 2010년에 뮌핸 비즈니스 학교에서 리더쉽 & 기관 교수로 임명받기까지 후보 학생들을 인터뷰했다.
임명당시 바바리아 시에서 가장 젊은 교수였다.

### 업적
내셔는 대체로 협상 상황에 있는 개인을 판단 및 영향을 주기 위해 심리학적 개념을 적용했다. 내셔의 서적물들은 독일, 오스트리아, 스위스, 폴란드, 체코공화국, 한국, 러시아, 대만, 중국에서 출판되었고 독일에서는 여러번 베스트셀러로 올랐다.
내셔의 출판들은 내셔가 콜룸을 쓰는 ZEIT, 델스 블라, Süddeutsche Zeitung, 초점을,그리고 Focus와 같은 출판물에 정기적으로 출판된다.
내셔의 첫번째 출판물인 Durchschaut (2010)는 거짓을 탐지하는 방법들에 집중하는 반면, Entlarvt!(2015)는 면담 방법을 회사 사업 방면에 적용시켰다. Deal!에서는 협상 테크닉에 집중했다. 이 책은 같은 해 독일 비즈니스 베스트셀러중의 하나가 되었고 최고 직업 서적중 하나로 여겨지게 되었다.
- Die Kunst,Kompetenz zu zeigen. mvg 2004, ISBN 978-3478734608
- Die Moral des Glücks. Eine Einführung in den Utilitarismus. Berlin : Duncker & Humblot 2009, ISBN 978-3-428-12877-8
- Durchschaut! Das Geheimnis,kleine und große Lügen zu entlarven. 랜덤하우스,2010년 ISBN 978-3-453-16992-0 도에서 중국, 대한민국, 대만, 폴란드, 체코, 오스트리아와 스위스이다.[19]
- Deal! Du gibst mir,iwas ich will. 프랑크푸르트/뉴욕:캠퍼스,2013년 ISBN 978-3593398211 도에 러시아, 한국, 대만, 중국, 오스트리아와 스위스이다.[20]
- Entlarvt. Wie Sie in jedem Gespräch an die ganze Wahrheit kommen 프랑크푸르트/뉴욕:2015 캠퍼스, ISBN 978-3593501260
- Überzeugt. Wie Sie Kompetenz zeigen und Menschen für sich gewinnen 프랑크푸르트/뉴욕:캠퍼스 2017, ISBN 978-3593398228
- Die Staatstheorie Karl Poppers : eine kritisch-rationale Methode. 튀빙겐 : 모어 2017, ISBN 978-3161552434

## 수상 및 멤버쉽
- 2016년, 콜롬보/스리랑카에서 열린 적용 심리학 국제 컨퍼런스에서 최고의 논문으로 골드 메달을 받았다[21]
- 성격 & 사회 심리학회의 정규 멤버
- 사업 심리학자 사회의 선두 연습자

## 박애주의
내셔는 Karl Popper의 열린 사회 (“Die Staatstheorie Karl Poppers”)에 관해 출판된 자신의 서적으로 받은 로열티를 비영리, 비정부 단체인 인간의 권리 시 에 헌납했다.

## 그외
내셔는 열정적인 멘탈리스트로 캘리포니아 할리우드의 매직 캐슬 에서 정기적으로 공연을 펼친다. 2009년에 뉴욕 타임스퀘어에서 열린 ‘맨해탄 매직’쇼에서 공연을 했다. 그리고 독일 TV쇼 ‘새로운 유리 겔라'에 참가한 적이 있다.
말벨라 국제 영화 페스티발에서 소개된 영국 갱스터 무비 “연기"의 공동 제작자로 활동했다.
아프간 가수 Farhad Darya의 사촌이다.

## 컨퍼런스

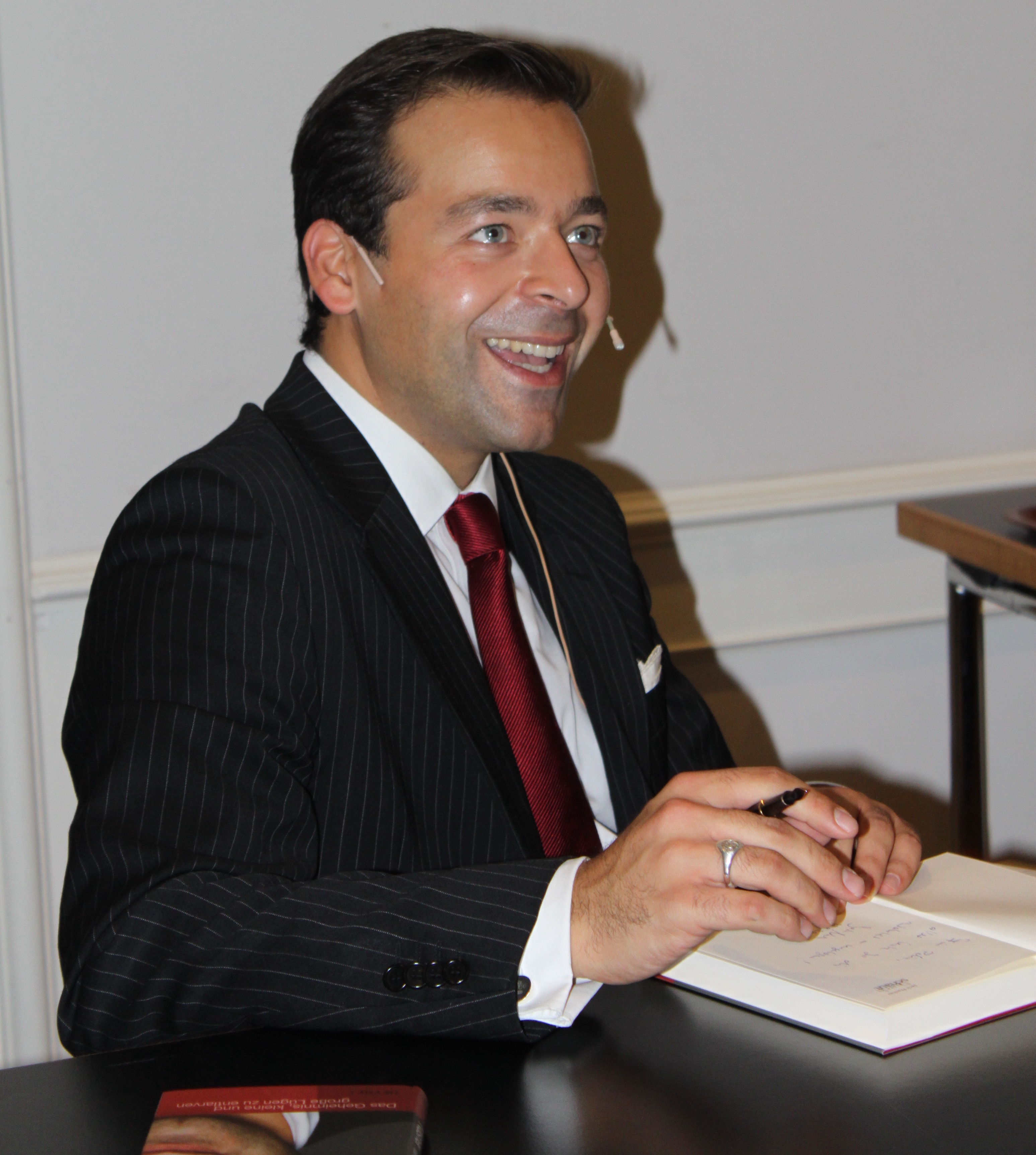
잭 나시르 2013

- 리더를 능력있게 보이게 하는 요소는 뭔가요? 리더의 실제능력과 겉으로 보여지는 능력; 유럽 국제 비즈니스 아카데미 (EIBA)에서 해 마다 열리는 컨퍼런스 42회에서 교류 포스터 프레젠테이션, 2016년 12월 2일 - 5일, 비엔나/오스트리아
- 전문성을 보이는 방법, CECE 의회 “바뀌는 산업. 성공의 동력", 2016년 10월 5일-7일, 프라하/체코공화국
- 옥을 위해 찍어내는 벽돌, 2년 마다 열리는 협상에 관한 모임 6회, 11월 16일-18일, 파리/프랑스
- 능력의 인상, 적용 심리학에 대한 국제 컨퍼런스, 2016년 8월 26-28일, 콜롬보/스리랑카
- 상호 상태의 기준, 다시보기. 글로벌 리서치 심포지엄 11회, 2016년 6월 15-17일, 로마/이탈리아